# Ксифос

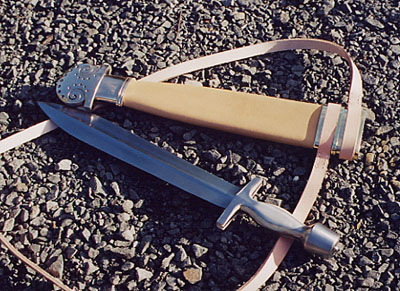
Ксифос з піхвами. Сучасна реконструкція

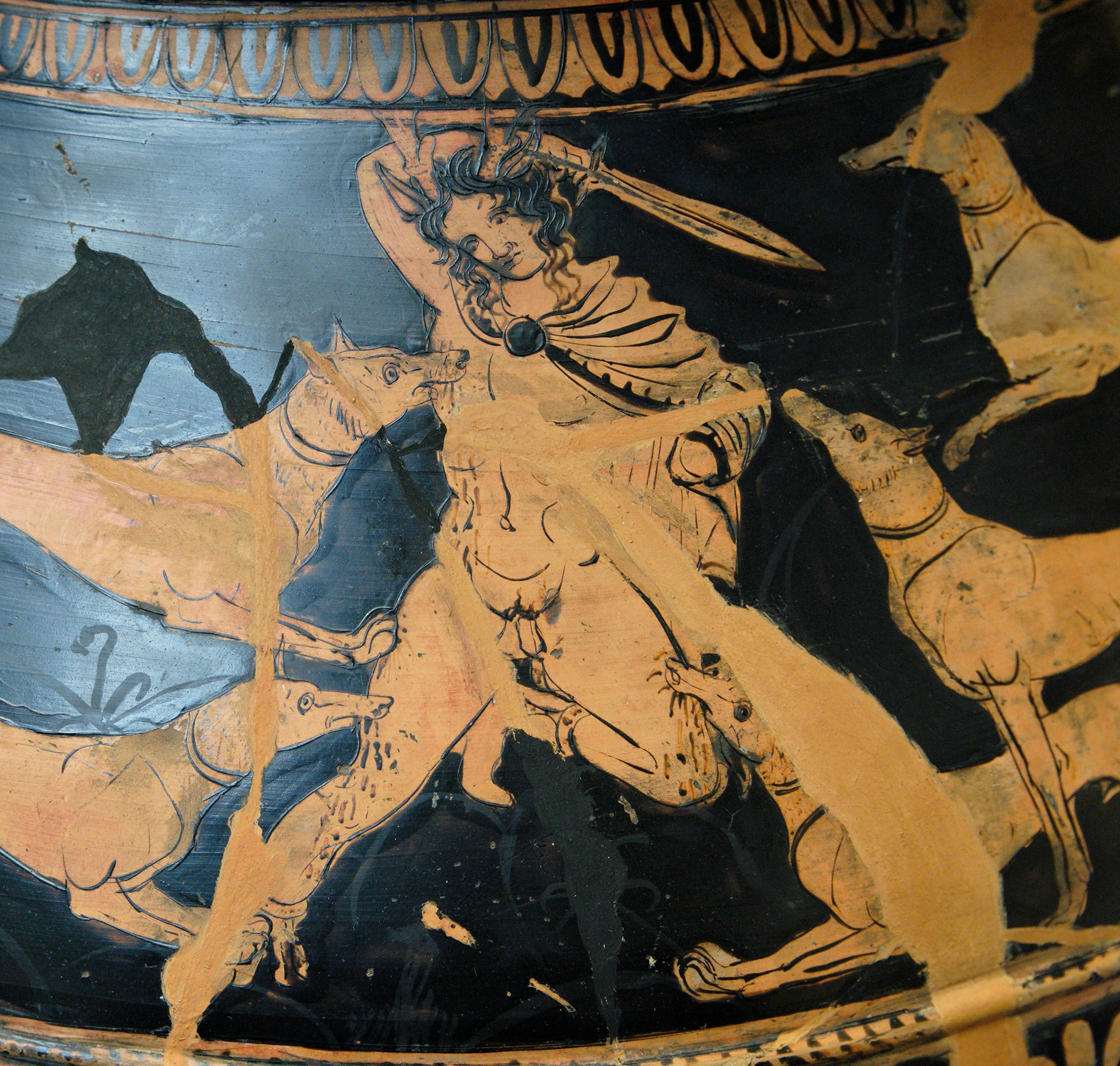
Ксифос у руці Актеона, атакованого собаками. Червонофігурний «кубок Нестора», 390—380 р. до н. е.

Кси́фос (грец. ξίφος) — давньогрецька холодна зброя, короткий двосічний прямий меч. Аналогічний римському гладіусу та персько-скіфському акінаку.

## Етимологія
Слово ξίφος засвідчене в мікенському лінійному письмі як qi-si-pe-e. Походження його неясне, висували версію про спорідненість з араб. saifun та єгип. sēfet, яка, однак, не пояснює наявність лабіовелярного «kʷ». Інша версія пов'язує ξίφος з осет. æхсирф («серп»), разом з яким виводиться з гіпотетичного пра-і.є. *kwsibhro-.
Від ξίφος походить і анатомічний термін processus xiphoideus («відросток у формі ксифоса») — латинська назва мечоподібного відростка груднини.

## Історія
Ксифос має завдячувати своєю появою егейській цивілізації, точніше, прикінцевому періоду Мікенської доби давньогрецької історії. Він є одним із перших видів зброї, зробленої із заліза у середині 1 тис. до н. е. (часи латенської культури), хоча його ранні екземпляри виготовляли з бронзи. Ксифосів Залізної Доби дійшло до наших часів вкрай мало, це пов'язують з поганою корозійною стійкістю заліза порівняно з бронзою.

## Опис

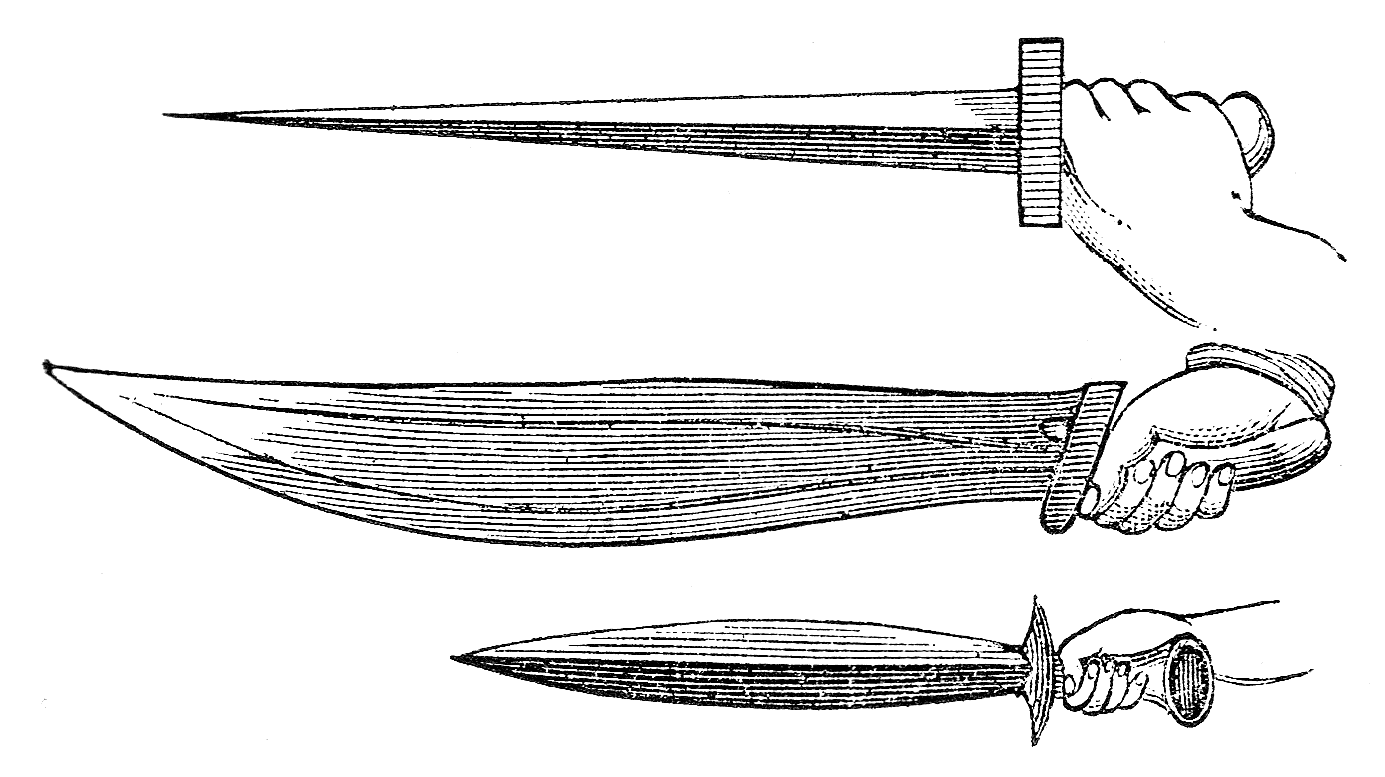
Давньогрецькі мечі. Знизу — ксифос

Особливою рисою ксифоса була характерна форма клинка, схожа на витягнутий лист. Меч мав двосічну заточку, а також часто — центральне ребро. Він був призначений як для колючих, так і для ріжучих ударів. Довжина меча не перевищувала 80 см. В ІХ ст. до н. е. з'явились залізні ксифоси, їхній клинок став трохи ширшим, а довжина сягала близько 60 см. Хвостовик і клинок кували разом, гарду майстри виготовляли окремо та кріпили до хвостовика. Вона мала хрестоподібну форму і частіше була виготовлена з бронзи. Руків'я могли бути виготовлені з різноманітних матеріалів — дерева, кості, траплялися й литі бронзові, хоча й нечасто. Навершя робили з тих же матеріалів, що й руків'я, а разом з ними вбирали узорами або вставками.

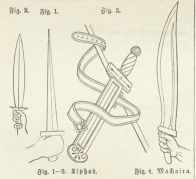
Ліворуч — ксифос

Піхви для ксифоса виготовляли за його формою з двох дерев'яних частин, які обтягали шкірою і прикрашали накладками з міді та срібла. Носили ксифос на перев'язі під пахвою: це було пов'язане з особливостями шикування військ — щільними лавами.

## Використання
Ксифос використовували важкоозброєні давньогрецькі піхотинці-гопліти, для яких він був запасною зброєю на випадок поломки списа-дорі або у контактному бою. Невеличкі розміри цього меча давали змогу легко завдавати колючих ударів і при цьому не відкривати себе для ударів противника. Спартанські воїни застосовували короткий варіант ксифоса, більше схожий на кинджал.
Ксифос був ідеальною зброєю для піхоти при фаланговому шикуванні, у тісному контакті з противником: ним можна було управлятися навіть при мінімумі вільного простору, де довгий клинок був незручним. Навіть коли грецька кіннота перейшла на зручніші для вершника криві копіси та махайри, піші воїни, як і раніше, надавали перевагу ксифосам.

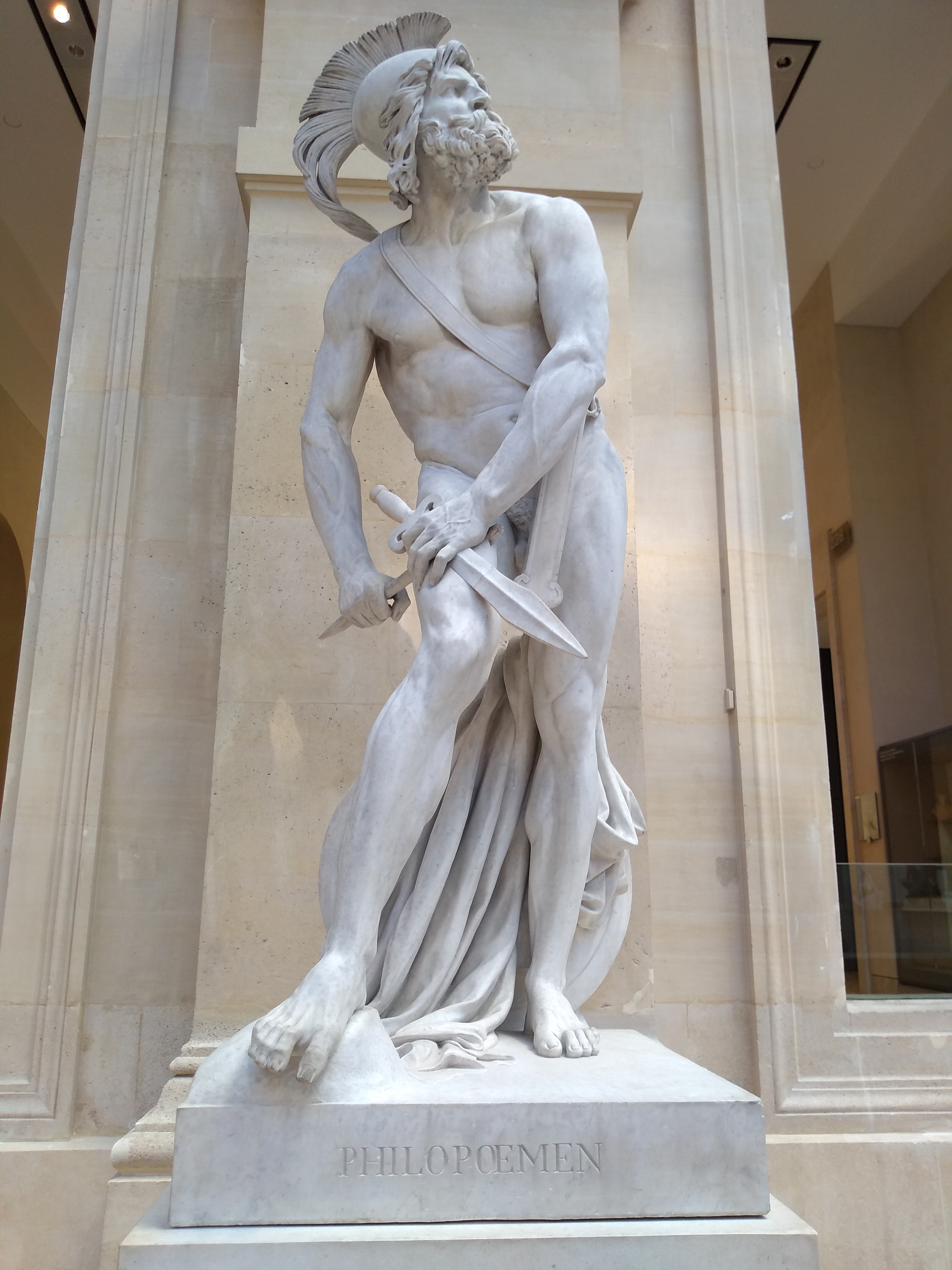
Статуя оголеного Філопемена з ксифосом

## Джерело
- Ксифос — одноручный древнегреческий короткий меч [Архівовано 25 вересня 2015 у Wayback Machine.] (рос.)